# Ungdommens Røde Kors
Ungdommens Røde Kors (URK) er en selvstændig ungdomsorganisation. Ungdommens Røde Kors er Danmarks største humanitære ungdomsorganisation. Organisationen blev oprettet i 1923 som en del af Røde Kors i Danmark, dengang under navnet "Dansk Ungdoms Røde Kors", og blev en selvstændig organisation i 1988. Som resten af Røde Kors-bevægelsen bygger Ungdommens Røde Kors på de syv principper: Medmenneskelighed, upartiskhed, neutralitet, uafhængighed, frivillighed, enhed, almen gyldighed.
Ungdommens Røde Kors hjælper børn og unge med problemer som fx ensomhed, misbrug, fattigdom og vold ved hjælp af aktiviteter som f.eks. lektiehjælp, ferielejr, chat og væresteder. 4500 frivillige arbejder i i Ungdommens Røde Kors.[kilde mangler]
Hver sommer giver de mere end 1200 børn en uges ferielejr, samt støtter med skolegang, lektiecaféer og mentorprogrammer. Derudover driver det også klubber og afholder idrætsaktiviteter i udsatte bolig områder. Deres arbejde omfatter også børn på asyl- og krisecentrene, og forsøger at bekæmpe intolerance og udbredelse af kendskabet til børns rettigheder. Deres ungdomsdelegater går også til at opbygge og udvikle ungdomsarbejdet i Afrika og Mellemøsten.
Forperson siden oktober 2021 er Jonas Wiederholt Larsen.

## Ekstern henvisning
- Ungdommens Røde Kors